# Peter Arnold Florschütz
Prof. Dr. Peter Arnold Florschütz ( 1923 - 1976 ) fue un botánico, y briólogo neerlandés.

## Algunas publicaciones
- 1959. L' Helxine Soleirolü Req. au Portugal. Ed. Sacavém. Sep. Agron. Lusitana, 20 : 197-198

### Libros
- Van der Wijk, r.; w.d. Margadant, p.a. Florschuetz. 1959. Index Muscorum. 1 (A-C). Regnum Vegetabile 17: i-xxviii + 548 pp.
- johannes Hedwig, peter a. Florschütz. 1960. Species muscorum frondosorum. Ed. Engelmann. Cramer. 353 pp.
- Van der Wijk, r.; w.d. Margadant, p.a. Florschuetz. 1962. Index Muscorum. 2 (D-Hypno). Regnum Vegetabile 26: 1-535
- -----, -----, -----. 1964. Index Muscorum. 3 (Hypnum-O). Regnum Vegetabile 33: 529 pp.
- 1964. The Mosses of Suriname. Part I. Ed. Leiden: Brill. xxvii + 271 pp. il.
- Van der Wijk, r.; w.d. Margadant, p.a. Florschuetz. 1967. Index Muscorum 4 (P-S). Regnum Vegetabile 48: 604 pp.
- joseph Lanjouw, p.a. Florschütz, august adriaan Pulle. 1968. Compendium van de pteridophyta en spermatophyta. <Voortzetting van Pulle's Compendium>. Ed. A. Oosthoek, Utrecht. 344 pp.
- Wijk, r. van der, w.d. Margadant, p.a. Florschütz. 1969. Index muscorum. 5 (T-Z, Appendix).. Regnum vegetabile vol. 65: i-xii + 922
- Florschütz, p.a.; s.r. Gradstein, w.v. Rubers. 1972. The spreading of Fissidens crassipes Wils. in the Netherlands. Acta Bot. Neerl. 21: 174-179
- Gradstein, s.r.; p.a. Florschütz. 1973. Review of: Z. Iwatsuki & M. Mizutani, Coloured illustrations of Bryophytes of Japan. Taxon 22: 170
- Florschütz-De Waard, j.; p.a. Florschütz. 1979. Estudios sobre criptógamas colombianas III. Lista comentada de los musgos de Colombia. The Bryologist 82(2): 215-259

## Honores

### Epónimos
Géneros
- Florschuetzia Crosby[1]
- Muscoflorschuetzia Crosby[2]
- La abreviatura «Florsch.» se emplea para indicar a Peter Arnold Florschütz como autoridad en la descripción y clasificación científica de los vegetales.[3]